# Yoshinoya
Yoshinoya (吉野家?) è una azienda giapponese attiva nel settore della ristorazione rapida.

## Storia
L'azienda è stata fondata nel 1899 da Eikichi Matsuda. Nel corso degli anni cinquanta il singolo ristorante si è trasformato in una catena grazie al modello imprenditoriale del franchise, di derivazione americana.
Nel 1975 è stato aperto il primo locale negli USA.

## Prodotti
Yoshinoya serve ai propri clienti piatti tipici della cucina giapponese, in questo si differenzia della maggior parte delle catene di fast food in Giappone (MOS Burger) e nel mondo (McDonald's, Burger King) che servono principalmente cibo di origine americana come hamburger e patate fritte.
Il piatto più famoso e rinomato della catena è il Gyūdon.

## Diffusione
La catena è molto diffusa in Giappone ed è presente con ristoranti anche in Cina, Hong Kong, Singapore, Filippine, Malaysia, Australia, Taiwan, Indonesia e Thailandia.